# کرب (تگزاس)
کرب (به انگلیسی: Crabb) یک منطقهٔ مسکونی در ایالات متحده آمریکا است که در شهرستان فورت بند، تگزاس واقع شده‌است. کرب ۲۶ متر بالاتر از سطح دریا واقع شده‌است.